# Ted Nealon
Edward Nealon (24 novembre 1929-28 janvier 2014) est un homme politique et journaliste irlandais du Fine Gael.

## Biographie
Il est né à Aclare, dans le comté de Sligo en 1929, le plus jeune des deux fils de Ted et Una Nealon. Sa mère est décédée quand Ted a deux ans et les garçons sont élevés par leur père. Il fréquente le St Nathy's College, Ballaghaderreen, comté de Mayo.
Il est élu au Dáil Éireann comme député Fine Gael pour Sligo-Leitrim aux élections générales de 1981, et est réélu à chaque élection générale ultérieure jusqu'à ce qu'il se retire de la politique aux élections générales de 1997. Auparavant, il s'était présenté aux élections de 1977 à Dublin Clontarf, mais n'avait pas été élu.
Il est ministre d'État au ministère de l'Agriculture de 1981 à 1982 dans le gouvernement de coalition Fine Gael-Parti travailliste. Après les élections générales de novembre 1982, un autre gouvernement de coalition Fine Gael-Parti travailliste est formé en décembre sous la direction du Taoiseach Garret FitzGerald. Nealon est nommé ministre d'État au ministère du Taoiseach chargé des Arts et de la Culture et en février 1983, il est nommé au poste supplémentaire de ministre d'État au ministère des Postes et Télégraphes avec une responsabilité particulière pour la radiodiffusion. Après la restructuration des ministères en janvier 1984, il est nommé ministre d'État au ministère des Communications, avec une responsabilité particulière pour la radio et la télévision.
Il est le fondateur et rédacteur en chef du Guide Nealon du Dáil et du Seanad de 1973 à 1997. Ce livre paraît après chaque élection générale et est considéré comme la « bible » des statistiques et de l'information politiques. Depuis 1997, il est édité par The Irish Times . En 2008, il publie Tales from the Dáil bar, un recueil d'anecdotes mettant en scène de nombreux personnages de la politique irlandaise.
Avant de se lancer en politique, Nealon est un présentateur d'actualités bien connu sur RTÉ. Il remporte un Jacob's Award pour avoir animé la couverture télévisée des résultats des élections générales irlandaises de 1973.
Il est décédé en janvier 2014.